# Медаль В. І. Лучицького
Медаль В. І. Лучицького — відомча нагорода Державного комітету України по геології і використанню надр, яка існувала у 1997—2012 роках. Вручалась «за заслуги у розвідці надр».
Названа на честь українського геолога і петрографа Володимира Лучицького.
Встановлена наказом Державного комітету України по геології і використанню надр від 26.12.97 року № 140-К.
Скасована наказом Міністерства екології та природних ресурсів України від 29.03.2012 року № 198.

## Відомі нагороджені
- Вальтер Антон Антонович
- Гошовський Сергій Володимирович
- Захарчук Степан Максимович
- Зосимович Володимир Юрійович
- Кирилюк Віктор Павлович
- Кулінкович Арнольд Євгенович
- Лящук Дмитро-Мар'ян Несторович
- Мартиненко Іван Іванович
- Матковський Орест Іллярович
- Нікольський Ігор Леонідович
- Улицький Олег Андрійович
- Федченко Анатолій Васильович
- Ясинська Ангеліна Андріївна